# Canton de Chauvigny
Le canton de Chauvigny est une circonscription électorale française située dans le département de la Vienne et la région Nouvelle-Aquitaine.

## Géographie
Ce canton est organisé autour de Chauvigny dans les arrondissements de Châtellerault et Montmorillon. Son altitude varie de 47 m à 157 m (Leignes-sur-Fontaine).

## Histoire
Le canton de Chauvigny a été créé en 1801.
Un nouveau découpage territorial de la Vienne entre en vigueur à l'occasion des premières élections départementales suivant le décret du 26 février 2014. Les conseillers départementaux sont, à compter de ces élections, élus au scrutin majoritaire binominal mixte. Les électeurs de chaque canton élisent au Conseil départemental, nouvelle appellation du Conseil général, deux membres de sexe différent, qui se présentent en binôme de candidats. Les conseillers départementaux sont élus pour 6 ans au scrutin binominal majoritaire à deux tours, l'accès au second tour nécessitant 12,5 % des inscrits au 1er tour. En outre la totalité des conseillers départementaux est renouvelée. Ce nouveau mode de scrutin nécessite un redécoupage des cantons dont le nombre est divisé par deux avec arrondi à l'unité impaire supérieure si ce nombre n'est pas entier impair, assorti de conditions de seuils minimaux. Dans la Vienne, le nombre de cantons passe ainsi de 38 à 19. Le nombre de communes du canton de Chauvigny passe de 8 à 15.
Le canton de Chauvigny est formé de communes des anciens cantons de Vouneuil-sur-Vienne (7 communes) et de Chauvigny (8 communes). Avec ce redécoupage administratif, le territoire du canton s'affranchit des limites d'arrondissements, avec 7 communes incluses dans l'arrondissement de Châtellerault et 8 dans l'arrondissement de Montmorillon. Le bureau centralisateur est situé à Chauvigny.

## Représentation

### Conseillers généraux de 1833 à 2015
| Période | Période      | Identité                 | Étiquette        | Qualité |
| ------- | ------------ | ------------------------ | ---------------- | --- |
| 1833    | 1855         | Edouard Hilairet         |                  | Avocat, notaire, propriétaire, maire de Chauvigny (1830-1854) |
| 1855    | 1867         | Charles-Raymond Legentil |                  | Président de Chambre à la Cour Impériale de Poitiers |
| 1867    | 1871         | Charles Tranchant        |                  | Secrétaire général de la Compagnie du service maritime des Messageries impériales Conseiller municipal de Paris, conseiller général de la Seine (1871)                                                |
| 1871    | 1919 (décès) | Alphonse Trouvé          | Républicain      | Propriétaire - Maire de Paizay-le-Sec |
| 1919    | 1928         | Jules Rousseau           | Radical          | Juge de paix à Montreuil-Bellay (Maine-et-Loire) |
| 1928    | 1940         | Henri Ferré              | RG               | Agriculteur Conseiller municipal de Payroux puis maire de Saint-Martin-la-Rivière, conseiller d'arrondissement Nommé conseiller départemental en 1943                                                 |
|         |              |                          |                  | |
| 1945    | 1973         | Jacques Toulat           | MRP puis CD      | Notaire Maire de Chauvigny (1942-1971) Juste parmi les Nations |
| 1973    | 1979         | Jean-Pierre David        | PCF              | Instituteur, puis professeur d’enseignement général des collèges Maire de Chauvigny (1977-1983) |
| 1979    | 2015         | Alain Fouché             | UDF-CDS puis UMP | Avocat à la Cour d'appel Sénateur (2002-2020) Ancien Maire de Chauvigny (1983-2002) Ancien adjoint au Maire de Valdivienne Président du Conseil Général (2004-2008) Vice-Président du Conseil Général |

### Conseillers d'arrondissement (de 1833 à 1940)
| Période                                  | Période      | Identité                         | Étiquette           | Qualité |
| ---------------------------------------- | ------------ | -------------------------------- | ------------------- | --- |
| 1833                                     | 1848         | Marc Antoine Melchior Piorry     |                     | Médecin à Chauvigny                                                                                         |
|                                          |              |                                  |                     | |
|                                          | 1881 (décès) | Louis Deshoulières (1830-1881)   |                     | Faïencier à Chauvigny                                                                                       |
| 1881                                     |              | Marcel Penot (1842-1893)         | Républicain         | Ingénieur civil, maire de Chauvigny                                                                         |
|                                          |              |                                  |                     | |
| av.1895                                  |              | Louis Fradin                     |                     | Maire de Chauvigny (1893-1896)                                                                              |
|                                          |              |                                  |                     | |
| 1901                                     | 1919         | Louis Rousseau                   | Républicain Radical | Maire de Chauvigny (1900-1919), Président du Conseil d'arrondissement                                       |
| 1919                                     | 1928         | Henri Ferré                      | RG                  | Agriculteur, conseiller municipal de Payroux                                                                |
| 1928                                     | 1940         | Clément Chaussebourg (1876-1965) | Républicain         | Propriétaire à Chauvigny                                                                                    |
| 1940                                     |              |                                  |                     | Les conseils d'arrondissement ont été suspendus par la loi du 12 octobre 1940 et n'ont jamais été réactivés |
| Les données manquantes sont à compléter. |              |                                  |                     | |

### Conseillers départementaux depuis 2015
| Période élective | Période élective | Mandat | Mandat   | Identité              | Nuance | Nuance | Qualité |
| ---------------- | ---------------- | ------ | -------- | --------------------- | ------ | ------ | --- |
| 2015             | 2021             | 2015   | 2021     | Isabelle Barreau-Enon |        | LR     | Gérante d'entreprise Maire de Bonneuil-Matours (2008-2020) Conseillère départementale chargée du tourisme et de l'attractivité                                                      |
| 2015             | 2021             | 2015   | 2021     | Alain Fouché          |        | LR     | Avocat à la Cour d'appel, ancien maire de Chauvigny (1983-2002) Sénateur (2002-2020) Conseiller départemental délégué auprès du Président chargé de la culture et de l’événementiel |
| 2021             | 2028             | 2021   | en cours | Isabelle Barreau      |        | LR     | Conseillère sortante Conseillère Départementale Déléguée, chargée du Tourisme et de l’Attractivité                                                                                  |
| 2021             | 2028             | 2021   | en cours | Gérard Herbert        |        | DVD    | Maire de Chauvigny Conseiller Départemental délégué auprès du Président chargé de la Culture et de l’Evénementiel                                                                   |

### Résultats détaillés

#### Élections de mars 2015
À l'issue du 1er tour des élections départementales de 2015, deux binômes sont en ballottage : Isabelle Barreau-Enon et Alain Fouché (UMP, 45,04 %) et Christian Fouin et Anne Quillet (FN, 25,19 %). Le taux de participation est de 53,09 % (8 679 votants sur 16 348 inscrits) contre 51,35 % au niveau départemental et 50,17 % au niveau national.
Au second tour, Isabelle Barreau-Enon et Alain Fouché (UMP) sont élus avec 70,02 % des suffrages exprimés et un taux de participation de 53,69 % (5 434 voix pour 8 775 votants et 16 344 inscrits).

#### Élections de juin 2021
Le premier tour des élections départementales de 2021 est marqué par un très faible taux de participation (33,26 % au niveau national). Dans le canton de Chauvigny, ce taux de participation est de 34,98 % (5 790 votants sur 16 550 inscrits) contre 33,61 % au niveau départemental. À l'issue de ce premier tour, deux binômes sont en ballottage : Isabelle Barreau et Gerard Herbert (Union à droite, 37,51 %) et Patrick Charrier et Françoise Le Meur (DVC, 21,34 %).
Le second tour des élections est marqué une nouvelle fois par une abstention massive équivalente au premier tour. Les taux de participation sont de 34,36 % au niveau national, 33,96 % dans le département et 35,39 % dans le canton de Chauvigny. Isabelle Barreau et Gerard Herbert (Union à droite) sont élus avec 53,51 % des suffrages exprimés (2 751 voix pour 5 753 votants et 16 256 inscrits),,. 

## Composition

### Composition avant 2015

Carte de localisation du canton de Chauvigny dans le département de la Vienne, redécoupage de 1982.

Le canton de Chauvigny regroupait 8 communes.
| Nom                   | Code Insee | Codepostal | Superficie (km2) | Population (dernière pop. légale) | Densité (hab./km2) |
| --------------------- | ---------- | ---------- | ---------------- | --------------------------------- | ------------------ |
| Chauvigny (chef-lieu) | 86070      | 86300      | 95,82            | 6 962 (2012)                      | 73                 |
| Chapelle-Viviers      | 86059      | 86300      | 14,53            | 507 (2012)                        | 35                 |
| Fleix                 | 86098      | 86300      | 9,15             | 159 (2012)                        | 17                 |
| Lauthiers             | 86122      | 86300      | 8,16             | 64 (2012)                         | 7,8                |
| Leignes-sur-Fontaine  | 86126      | 86300      | 32,37            | 599 (2012)                        | 19                 |
| Paizay-le-Sec         | 86187      | 86300      | 34,65            | 468 (2012)                        | 14                 |
| Valdivienne           | 86233      | 86300      | 61,24            | 2 685 (2012)                      | 44                 |
| Sainte-Radégonde      | 86239      | 86300      | 13,18            | 155 (2012)                        | 12                 |

### Composition depuis 2015
Le canton de Chauvigny comprend désormais quinze communes entières.
| Nom                               | Code Insee | Intercommunalité       | Superficie (km2) | Population (dernière pop. légale) | Densité (hab./km2) | Modifier                                    |
| --------------------------------- | ---------- | ---------------------- | ---------------- | --------------------------------- | ------------------ | ------------------------------------------- |
| Chauvigny (bureau centralisateur) | 86070      | CU Grand Poitiers      | 95,82            | 7 037 (2022)                      | 73                 | modifier les données · modifier les données |
| Archigny                          | 86009      | CA Grand Châtellerault | 66,68            | 1 060 (2022)                      | 16                 | modifier les données · modifier les données |
| Availles-en-Châtellerault         | 86014      | CA Grand Châtellerault | 15,46            | 1 738 (2022)                      | 112                | modifier les données · modifier les données |
| Bellefonds                        | 86020      | CA Grand Châtellerault | 8,50             | 250 (2022)                        | 29                 | modifier les données · modifier les données |
| Bonneuil-Matours                  | 86032      | CA Grand Châtellerault | 42,80            | 2 096 (2022)                      | 49                 | modifier les données · modifier les données |
| Cenon-sur-Vienne                  | 86046      | CA Grand Châtellerault | 8,60             | 1 690 (2022)                      | 197                | modifier les données · modifier les données |
| Chapelle-Viviers                  | 86059      | CC Vienne et Gartempe  | 14,53            | 564 (2022)                        | 39                 | modifier les données · modifier les données |
| Fleix                             | 86098      | CC Vienne et Gartempe  | 9,15             | 144 (2022)                        | 16                 | modifier les données · modifier les données |
| Lauthiers                         | 86122      | CC Vienne et Gartempe  | 8,16             | 68 (2022)                         | 8,3                | modifier les données · modifier les données |
| Leignes-sur-Fontaine              | 86126      | CC Vienne et Gartempe  | 32,37            | 644 (2022)                        | 20                 | modifier les données · modifier les données |
| Monthoiron                        | 86164      | CA Grand Châtellerault | 16,66            | 672 (2022)                        | 40                 | modifier les données · modifier les données |
| Paizay-le-Sec                     | 86187      | CC Vienne et Gartempe  | 34,65            | 474 (2022)                        | 14                 | modifier les données · modifier les données |
| Sainte-Radégonde                  | 86239      | CU Grand Poitiers      | 13,18            | 184 (2022)                        | 14                 | modifier les données · modifier les données |
| Valdivienne                       | 86233      | CC Vienne et Gartempe  | 61,24            | 2 728 (2022)                      | 45                 | modifier les données · modifier les données |
| Vouneuil-sur-Vienne               | 86298      | CA Grand Châtellerault | 36,80            | 2 278 (2022)                      | 62                 | modifier les données · modifier les données |
| Canton de Chauvigny               | 8605       |                        | 464,60           | 21 627 (2022)                     | 47                 | modifier les données                        |

## Démographie

### Démographie avant 2015
| 1962   | 1968   | 1975   | 1982   | 1990   | 1999   | 2006   | 2011   | 2012   |
| ------ | ------ | ------ | ------ | ------ | ------ | ------ | ------ | ------ |
| 11 337 | 10 870 | 10 455 | 10 209 | 10 186 | 11 010 | 11 117 | 11 371 | 11 599 |

### Démographie depuis 2015
En 2022, le canton comptait 21 627 habitants, en évolution de −0,35 % par rapport à 2016 (Vienne : +0,6 %, France hors Mayotte : +2,11 %).
| 2013   | 2018   | 2022   |
| ------ | ------ | ------ |
| 21 529 | 21 665 | 21 627 |